# کندال کوین
کندال کوین (انگلیسی: Kendall Coyne Schofield؛ زادهٔ ۲۵ مهٔ ۱۹۹۲) بازیکن هاکی روی یخ اهل ایالات متحده آمریکا است.